# Gustavo Viera (calciatore 1995)
Gustavo Agustín Viera Velázquez (Asunción, 28 agosto 1995) è un calciatore paraguaiano, attaccante del Carlos A. Mannucci.

## Caratteristiche tecniche
È un centrocampista centrale.